# Синицын, Александр Львович

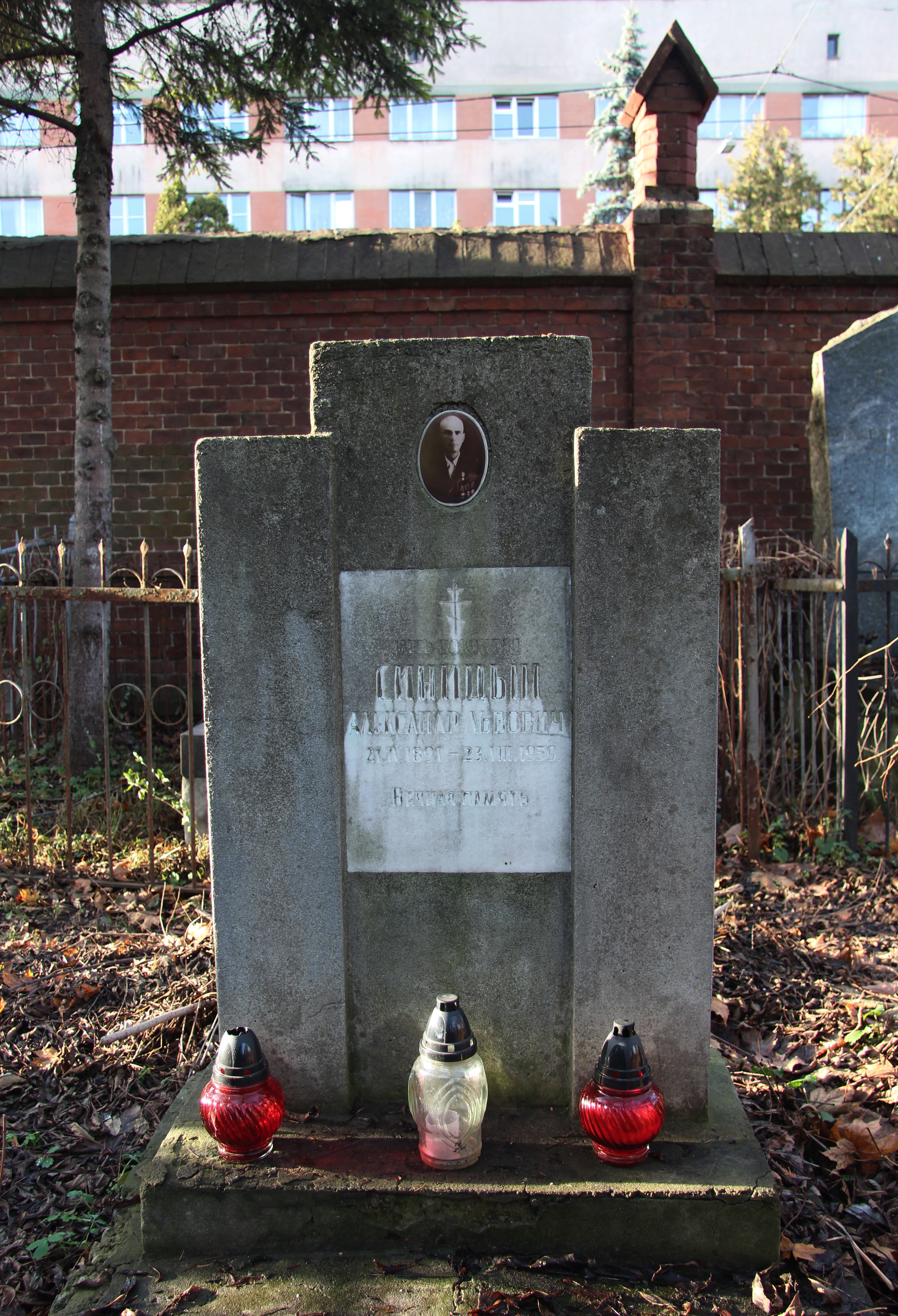
Могила, Лычаковское кладбище, Львов

Александр Львович Сини́цын (21 апреля 1891 года, село Искровка, Полтавская губерния, Российская империя — 23 августа 1959 года, Львов, Украинская ССР) — колхозник, Герой Социалистического Труда (1948).

## Биография
Родился в 1891 году в селе Искровка Полтавской губернии (ныне — Чутовский район, Полтавская область, Украина).
В 1912 году окончил сельскохозяйственную школу и получил диплом агронома. С 1922 года работал агрономом в колхозе имени Шевченко. С 1927 года по 1932 год работал на сахарном заводе. Потом переехал в Киргизскую ССР. С 1938 года работал агрономом на Джамбулской МТС.
В 1946 году благодаря деятельности Александра Синицына Джамбулская МТС выполнила социалистические обязательства, за что он был награждён Орденом Трудового Красного Знамени. В 1947 году колхозы, которые обслуживала Джамбулская МТС, собрали в среднем по 210 центнеров зерновых и по 496 центнеров сахарной свеклы. За применение эффективных агрономических методов Александр Синицын был удостоен звания Героя Социалистического Труда.
Умер в г. Львов. Похоронен на Лычаковском кладбище, поле № 1.

## Награды
- Герой Социалистического Труда (1948);
- Орден Ленина (1948);
- Орден Трудового Красного Знамени.